# Ōishi Yoshio

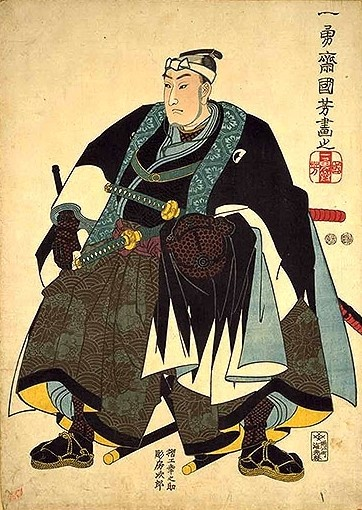
Ōishi Yoshio

Ōishi Yoshio (japanisch 大石 良雄; geboren 1659; gestorben 20. März 1703) war ein japanischer Samurai und Anführer der 47 Rōnin.

## Leben und Wirken
Ōishi Yoshio, sein Name wird eigentlich korrekt „Yoshitaka“ gelesen, führte den Kindheitsnamen Kiuchi (喜内). Nach dem Tod seines früh verstorbenen Vaters, Yoshiaki (大石 良昭; 1640–1673), wurde er Nachfolger seines Großvaters, Yoshikin (大石 良欽; 1618–1677). So wurde er schon in jungen Jahren zum Familienoberhaupt mit einem Einkommen von 1500 Koku. Es heißt, er habe unter Yamaga Sokō (1622–1685) Militärwissenschaft und unter Itō Jinsai (1627–1705) in Kyōto Chinesisch studiert. 
Im Jahr 1701 kam es am 14. März zu einem Zwischenfall, als Daimyō Asano Naganori (浅野 長矩; geboren 1667), provoziert von dem für das Protokoll auf der Burg Edo zuständigen Kira Yoshinaka, diesen mit seinem Schwert verletzte. Naganori kam sofort in den Gewahrsam von Tamura Tatsuaki (田村 建顕; 1656–1708), dem Baubeauftragten für Edo. Noch am selben Tag entschied Shogun Tokugawa Tsunayoshi, dass Naganori sich von seiner Familie trennen und Seppuku begehen müsse. Sein Besitztum müsse eingezogen werden.
Die Nachricht von dem Vorfall wurde der Burg Akō am 19. März gemeldet. Yoshio und seine Vasallen versammelten sich in der Burg, um zu beraten, ob sie die Burg öffnen, Seppuku begehen oder Widerstand leisten sollten. Von den 300 Vasallen blieben dem Klan verbunden, wurden zu Rōnin, andere suchten einen neuen Herren. Yoshio organisierte den Haushalt und kümmerte sich um die Geldangelegenheiten des Klans, und am 19. April übergab er die Burg an den Burggesandten Wakisaka Yasuteru (脇坂 安照 1658–1722), der den Ehrentitel Awaji-no-kami (淡路守) führte, und an dessen Begleiter.
Yoshio zog im November nach Edo ein. Im August des nächsten Jahres zog er von seinem Wohnsitz in Gofukubashi nach Honjo Hitotsume, auf der anderen Seite des Sumida-Flusses. Im selben Monat versammelte Yoshio seine Kameraden in Maruyama, Kyōto, und bekräftigte seine Absicht, gegen die Familie Kira vorzugehen. Die 47 Rōnin versammelten sich in Edo und führten am 14. und 15. Dezember desselben Jahres den Rache-Angriff auf Kiras Anwesen durch. Sie töteten Kira und präsentierten seinen Kopf an Naganoris Grab im Tempel Sengaku-ji.
Die Rōnin, die sich dem Feldzug angeschlossen hatten, flüchteten nicht, sondern ergaben sich. Sie wurden vom Shogunat den vier Familien Hosokawa (細川), Hisamatsu (久松), Mōri (毛利) und Mizuno ō(水野) zum Hausarrest übergeben. Sie mussten am 4. Februar 1704 Seppuku begehen, was auch kritisiert wurde: nach 1700 galt der Zwang überholt. Die 47 wurden in der Nähe des Grabes von Naganori im Sengaku-ji beigesetzt. Naganoris Unerfahrenheit, die den Vorfall ausgelöst hatte, wurde nicht weiter verfolgt und erregte sogar Sympathie. So wurden die Rōnin sogar als „rechtschaffene Krieger“ gepriesen.
Der Vorfall wurde in Jōruri- und Kabuki-Stücken wie „Goban Taiheiki“ (碁盤太平記) von Chikamatsu Monzaemon und „Kanadehon Chūshingura“ (仮名手本忠臣蔵) von Takeda Izumo dramatisiert und erlangte einen solchen Ruf, dass man sagen kann, dass er in allen Formen der Unterhaltung von nationalem Interesse ist. Der gesamte Vorfall wurde auch als „Chūshingura“ – etwa „Ein Schatz treuer Vasallen“ bekannt.